# Инге I Грбави
Инге I Грбави (норв. Ingi Haraldsson; 1131 - 1161, Осло) је био норвешки краљ (1136 - 1161).
Био је син норвешког краља Харалда IV Гилија.
Његова владавина била је испуњена ратовима, најчешће против Шведске и Данске, као и бунама. На унутрашњем плану ово раздобље обележио је успон земљопоседничког племства до владајућег положаја .

## Норвешко царство
Норвежани су тада заузимали пространо царство у северној Европи. Поред Норвешке држали су и велики део Ирске, Фарска, Хебридска, Оркнијска и Шетландска острва, Исланд, као и нека насеља на Гренланду. Норвешка власт је у Ирској била ограничена на градове које су основали - Вексфорд, Вотерфорд и Даблин. Ипак, још увек је држао пространо царство на северу Европе .

## Црква

### Јачање цркве
Црква је искористила борбу која је избила међу претендентима на престо да би повећала своје поседе и ојачала свој утицај . Црква је потчинила свом утицају избор краља, почела да купи десетак од читавог становништва, стекла потпуну независност од краљевске власти у питању постављања лица на црквене положаје. У савезу са аристократијом она је тежила да потчини себи сељаштво .

### Устанци
Свемоћ вишег свештенства и аристократије, који су тежили да у Норвешкој заведу чисто феудални поредак, изазвала је устанак ситног племства и сељаштва. Устаници (такозвани биркебејнери) разбили су аристократију упркос помоћи коју су овој пружили Данци .

### Прво надбискупско средиште
Године 1157. Нидарос је постао надбискупско средиште, тако да надбискуп Бремена више није био црквени поглавар Норвешке. Мада се Инге понекад свирепо сукобљавао са црквом, црквена хијерархија је углавном подржавала његову власт .

## Породично стабло
|  |                           |  |  |  |  |  |  |  |  |  |  |  |  |  |  |  |
|  | 2. Харалд IV Гили         |  |  |  |  |  |  |  |  |  |  |  |  |  |  |  |
|  |                           |  |  |  |  |  |  |  |  |  |  |  |  |  |  |  |
|  |                           |  |  |  |  |  |  |  |  |  |  |  |  |  |  |  |
|  | 1. Инге I Грбави          |  |  |  |  |  |  |  |  |  |  |  |  |  |  |  |
|  |                           |  |  |  |  |  |  |  |  |  |  |  |  |  |  |  |
|  |                           |  |  |  |  |  |  |  |  |  |  |  |  |  |  |  |
|  | 3. Ingrid Ragnvaldsdotter |  |  |  |  |  |  |  |  |  |  |  |  |  |  |  |
|  |                           |  |  |  |  |  |  |  |  |  |  |  |  |  |  |  |
|  |                           |  |  |  |  |  |  |  |  |  |  |  |  |  |  |  |